# Acunniana
Acunniana is een geslacht uit de composietenfamilie (Asteraceae). Het geslacht telt een soort die voorkomt in het Noordelijk Territorium in Australië.

## Soorten
- Acunniana procumbens (DC.) Orchard